# Samisk Kunstmagasin
Samisk Kunstmagasin (nordsamiska: Sámi Dáiddamagasiidna) är världens största samling av samisk samtidskonst och duodji (konsthantverk). Den består av 1 600 verk och förvaltas av RiddoDuottarMuseat i Karasjok i Norge.
Samlingen utökas kontinuerligt genom förvärv på utställningar via Sametingets konstuppköpsorganisation. Organisationen leds av fyra samiska konstnärer, varav två ordinarie och två suppleanter, från Sámi Dáiddačehpiid Searvi. Konstnärerna utses av Sametinget för två år i taget.
Konsten förvaras för närvarande (2024) i ett 50 kvadratmeter stort magasin, men det finns planer på att låta bygga en museibyggnad i anslutning till De Samiske Samlinger i Karasjok där  samlingarna i så fall kan visas. Diskussionerna om utformningen av museet började för ett tiotal år sedan och år 2022 beslöt Sametinget att förorda ett nybyggt museum. Norges regering  har beviljat 15 miljoner kronor till ett förprojekt.
Ett urval av samlingarna visas redan idag på utställningar i Sametinget, De Samiske Samlinger, Porsanger Museums konstarena i Lakselv centrum och på Kautokeino bygdetun. Samtidskonsten visas också på vandringsutställningar både i Norge och utomlands och verken kan lånas ut till externa projekt.